# فيليب بارنت
فيليب بارنت (بالإنجليزية: Phillip Barnett)‏ هو لاعب كرة قدم أمريكية أمريكي، ولد في 3 يونيو 1990 في ميدلتاون في الولايات المتحدة.